# Włodzimierz Czernuszenko
Włodzimierz Czernuszenko (ur. 4 czerwca 1939 w Warszawie, zm. 18 lipca 2022) – polski geofizyk, profesor nauk przyrodniczych.

## Życiorys
Ukończył studia na Politechnice Warszawskiej oraz Uniwersytecie Warszawskim, W 1992 r. uzyskał tytuł profesora nauk przyrodniczych. Był wieloletnim pracownikiem naukowym w Instytucie Geofizyki PAN.
Był członkiem Komitetu Geofizyki PAN oraz Komitetu Gospodarki Wodnej PAN.
Zmarł 18 lipca 2022 i 25 lipca po mszy w kościele Sióstr Wizytek został pochowany w grobie rodzinnym na starym cmentarzu na Służewie.